# Pachylarnax
Genre
Pachylarnax est un genre de plantes à fleurs de la famille des Magnoliaceae. 
Certains auteurs considèrent que ce genre est synonyme de Magnolia et d‘autres non. 

## Liste d'espèces
Selon Tropicos (22 août 2014) (Attention liste brute contenant possiblement des synonymes) :
- Pachylarnax pleiocarpa Dandy
- Pachylarnax praecalva Dandy
- Pachylarnax sinica (Y.W. Law) N.H. Xia & C.Y. Wu